# Openbare orde
Openbare orde is een zeer ruim begrip met vele betekenissen die alle min of meer verwijzen naar de wettelijke orde die door de Staat georganiseerd moet worden. In het algemeen wordt met het begrip openbare orde geduid op een ordentelijk verloop van het maatschappelijk verkeer in de openbare ruimte. Andersom geredeneerd is openbare orde de afwezigheid van verstoring of bedreiging van dat maatschappelijk verkeer door direct of dreigend gevaar voor anderen of als de rechten van anderen worden of dreigen te worden aangetast.

## Begripsbepaling
Wat onder openbare orde moet worden verstaan verschilt naar plaats, situatie en tijd. Wat in de ene plaats, situatie of tijdstip een verstoring van de openbare orde is, wordt elders dus mogelijk niet als zodanig ervaren. In Nederland heeft de Hoge Raad hierover in 2007 in een arrest geconstateerd dat bij de invulling van het begrip openbare orde zal moeten worden gekeken naar het 'normale spraakgebruik, met inachtneming van de specifieke omstandigheden van het geval'. Concluderend komt de Hoge Raad tot de conclusie dat de openbare orde is aangetast als sprake is van 'een verstoring van enige betekenis van de normale gang van zaken in of aan de desbetreffende openbare ruimte.' In 2010 gaf de Nederlandse regering een uitleg van wat een verstoring van de openbare orde is. Het gaat vaak om strafbare feiten, variërend van overtredingen van de APV tot misdrijven zoals de vernieling van auto's of bushokjes. Daarnaast kan het ook gaan om gedragingen die op zichzelf niet als strafbaar feit zijn gekwalificeerd, maar onder omstandigheden wel kunnen worden aangemerkt als 'orde verstorende gedragingen'. Het voorbeeld was 'intimiderend groepsgedrag in de vorm van joelen, najouwen of bespugen van voorbijgangers'.

## Nederland
In Nederland is de burgemeester verantwoordelijk voor het handhaven van de openbare orde. Hiertoe beschikt hij over diverse bestuursrechtelijke (dus niet strafrechtelijke of privaatrechtelijke) bevoegdheden. In het bestuursrecht draait het om preventie en herstellen, dus gericht op het voorkomen van verstoring van de openbare orde of het herstel van de openbare orde. De bevoegdheden zijn niet punitief. Wel zijn er de laatste jaren diverse bestuursrechtelijke bevoegdheden toegevoegd die wel een punitief karakter hebben. Dan gaat het om de bestuurlijke boete en de bestuurlijke strafbeschikking. De burgemeester geeft meestal eerst een waarschuwing en - als dat niet het gewenste effect sorteert - kan vervolgens een beschikking afgeven. De bevoegdheid kan de burgemeester niet delegeren aan een wethouder: de burgemeester is als eenhoofdig bestuursorgaan belast met de handhaving van de openbare orde en veiligheid.

### Algemene bevoegdheden
De burgemeester heeft algemene bevoegdheden en noodbevoegdheden op basis van de Gemeentewet. Deze bevoegdheden hebben een algemeen karakter, zodat ze in verschillende situaties kunnen worden ingezet. In artikel 172 Gemeentewet wordt de algemene bevoegdheid tot handhaving van de openbare orde aan de burgemeester toegekend. Onderdeel is de 'lichte bevelsbevoegdheid' die kan worden ingezet als geschreven normen ontbreken, maar de burgemeester het wel nodig acht in te grijpen. In artikel 175 Gemeentewet wordt het noodbevel beschreven: een bevoegdheid die alleen in uitzonderlijke situaties mag worden toegepast. Het noodbevel kan worden ingezet als sprake is van oproer, wanordelijkheden, rampen of zware ongevallen of de vrees daartoe bestaat. De burgemeester is bevoegd alle bevelen te geven die hij nodig acht. Met een noodbevel kunnen grondrechten worden ingeperkt, zoals de vrijheid van meningsuiting of betoging. Het is niet toegestaan van de privacywaarborg uit artikel 10 Grondwet en artikel 8 EVRM af te wijken, maar dit gebeurt in de praktijk wel. Als het gaat om een onbepaald aantal personen ('een ieder') dan is een noodbevel niet het geëigende middel, maar moet voor de noodverordening worden gekozen (artikel 176 Gemeentewet).

### Specifieke bevoegdheden
Er zijn ook specifieke bevoegdheden die volgen uit specifieke wetten. Voorbeelden zijn:
- tijdelijk huisverbod bij huiselijk geweld (Wet tijdelijk huisverbod)
- sluiten van drugspanden (artikel 13b Opiumwet)
- cameratoezicht (artikel 151c Gemeentewet)
- preventief fouilleren (artikel 151b of 174b Gemeentewet)
- samenscholingsverbod (APV)
- verblijfsontzeggingen (APV)

Voor een deel van deze bevoegdheden geldt dat de burgemeester verplicht is tot overleg en/of samenwerking met het Openbaar Ministerie. Dat is bijvoorbeeld het geval voordat kan worden overgegaan tot preventief fouilleren of cameratoezicht.

## België
Het Hof van Cassatie definieerde de openbare orde als de waarden die de wezenlijke belangen van de staat raken of de juridische grondslagen van de economische orde vaststellen.
De openbare orde houdt in België grosso modo de onmogelijkheid in voor rechtssubjecten om af te wijken (bijvoorbeeld via een overeenkomst) van wetsbepalingen van openbare orde. Er kan ook geen afstand van worden gedaan. De sanctie voor de niet-naleving van een wetsbepaling van openbare orde is de absolute nietigheid. Indien de rechter een strijdigheid vaststelt met een wetsbepaling van openbare orde, dan zal hij deze nietigheid ambtshalve moeten opwerpen.
In eerste instantie bepaalt de wetgever welke wetsbepalingen van openbare orde zijn (bijvoorbeeld met de bewoordingen niettegenstaande ieder ander beding, elk andersluidend beding is nietig of op straffe van nietigheid (hoewel in voorkomend geval nog steeds twijfel kan bestaan over de aard van de nietigheid, die ofwel relatief of absoluut is)). Indien de bedoeling wetgever niet duidelijk is uit de wettekst of uit de voorbereidende werken ervan, zal de rechtspraak hierover oordelen, de bedoeling van de wetgever zo nauw mogelijk in het oog houdend.
Het staat in ieder geval vast dat sommige rechtstakken van openbare orde zijn (zoals het strafrecht en fiscaal recht). In beginsel zijn institutionele bepalingen ook van openbare orde (die bepalingen die de inrichting, bevoegdheden en werking der instellingen regelen). De meeste rechtstakken zijn echter gemengd (waar men zowel bepalingen van openbare orde, van dwingend recht als van suppletief/aanvullend recht vindt).

## Internationaal privaatrecht
De openbare orde is ook een begrip in het internationaal privaatrecht. Daar geldt het als een exceptie of een uitzondering. Een rechter die voor een internationale of grensoverschrijdende kwestie staat, zal vaak niet de wet van zijn eigen land toepassen, maar die van een of meer andere landen. In Nederland of België kan een erfenis bijvoorbeeld geregeld worden volgens de Marokkaanse wet wanneer de betrokkenen de Marokkaanse nationaliteit hebben. De openbare-orde-exceptie is echter dat de rechter geen afbreuk mag doen aan de wezenlijke waarden van zijn eigen rechtsorde, bijvoorbeeld de gelijkheid van man en vrouw of het verbod op polygamie. Dan zal de eigen openbare orde voorrang moeten krijgen op de vreemde wetgeving.